# Oblast Gabrowo
Die Oblast Gabrowo (bulgarisch Област Габрово) ist eine Region nahe dem geografischen Zentrum Bulgariens. Die größte Stadt der Region ist das gleichnamige Gabrowo. Den Süden der Oblast durchzieht das Balkangebirge mit dem Schipkapass.

## Bevölkerung
In der Oblast (Bezirk bzw. Region) Gabrowo leben 105.788 Einwohner auf einer Fläche von 2023 km².

## Geografie
Die Oblast liegt nördlich des Balkans. Das Gebiet ist jedoch trotzdem gebirgig und so gut wie alle Siedlungen liegen in Täler.

### Grenzen
Im Norden grenzt sie an den Bezirken Weliko Tarnovo und Lowetsch. Im Süden grenzt sie entlang des Balkangebirges an die Oblast Stara Sagora.

## Städte
Die Daten stammen aus dem Nationalen Statistischen Institut in Bulgarien für das Jahr 2022.
| Stadt        | Bulgarischer Name | Einwohner (31. Dezember 2022) |
| ------------ | ----------------- | ----------------------------- |
| Drjanowo     | Дряново           | 5.692                         |
| Gabrowo      | Габрово           | 44.786                        |
| Platschkowzi | Плачковци         | 1.276                         |
| Sewliewo     | Севлиево          | 17.473                        |
| Trjawna      | Трявна            | 7.180                         |